# Józef Jaworski (generał)
Józef Jaworski (ur. 1 stycznia 1922 w Delatynie, zm. 6 sierpnia 1986 w Zielonej Górze) – generał brygady ludowego Wojska Polskiego.

## Życiorys
Do wybuchu wojny w 1939 ukończył 4 klasy gimnazjum w Nadwórnej, a w 1940 Instytut Pedagogiczny w Stanisławowie i został nauczycielem w szkole podstawowej. Po czerwcu 1941 był robotnikiem kolejowym i budowlanym. Od lipca 1944 w WP, w grudniu 1944 skończył Oficerską Szkołę Piechoty nr 2 w Lublinie w stopniu podporucznika. Dowódca kompanii w pułku szkolnym w Jarosławiu. W 1946 na kursie w Centrum Wyszkolenia Piechoty w Rembertowie, po którym pracował w 11 Dywizji Piechoty w Żarach, a od 1 października 1950 w 29. pp w Jeleniej Górze. Od jesieni 1953 dowódca tego pułku w stopniu podpułkownika. W latach 1955–1957 studiował na ASG w Warszawie, później został dowódcą 40. pułku zmechanizowanego w Bolesławcu, a od 1 października 1958 w stopniu pułkownika. 23 lutego 1960 został szefem sztabu 4 Dywizji Piechoty w Krośnie Odrzańskim. Od 31 października 1964 dowódca 4. Dywizji Zmechanizowanej, a w sierpniu 1966 został dowódcą 2. Dywizji Zmechanizowanej w Nysie. W październiku 1969 mianowany generałem brygady; nominację wręczył mu w Belwederze przewodniczący Rady Państwa PRL Marian Spychalski. Od 25 października 1970 do 20 października 1971 komendant Centralnego Ośrodka Szkolenia Ogólnowojskowego im. Rodziny Nalazków w Elblągu, a następnie do 21 lipca 1981 szef Wojewódzkiego Sztabu Wojskowego w Zielonej Górze. Radny Wojewódzkiej Rady Narodowej i członek Komitetu Wojewódzkiego PZPR w Zielonej Górze, gdzie mieszkał, zmarł i tam został pochowany.

## Odznaczenia
- Krzyż Komandorski Orderu Odrodzenia Polski
- Krzyż Oficerski Orderu Odrodzenia Polski (1968)
- Krzyż Kawalerski Orderu Odrodzenia Polski (1963)
- Krzyż Walecznych (1968)
- Medal „Za udział w walkach o Berlin” (1970)
- Medal 10-lecia Polski Ludowej
- Medal 30-lecia Polski Ludowej
- Medal 40-lecia Polski Ludowej
- Złoty Medal „Siły Zbrojne w Służbie Ojczyzny” (1968)
- Złoty Medal „Za zasługi dla obronności kraju” (1975)
- Medal „Za zwycięstwo nad Niemcami w Wielkiej Wojnie Ojczyźnianej 1941–1945” (ZSRR) (1946)